# Cerro Araral
El cerro Araral es un volcán extinto ubicado en los Andes, en la frontera entre Bolivia y Chile, en el departamento de Potosí y en la región de Antofagasta respectivamente. Tiene una altura de 5.647 metros, se eleva sobre una base de 3.900 metros y cubre una superficie de 109.4 km². La estructura tiene un volumen de 43,4 km³, frente a debido a la erosión. Con base en la tasa de erosión, el volcán es 1,9-2,75 y forma un alineamiento con el Cerro Ascotán. Su formación puede estar ligada al Cuerpo de Magma Altiplano-Puna, que parecen haber contribuido a parte de los magmas de Araral. La línea de nieve moderna de la montaña se encuentra a más de 5.700 m s. n. m. En su base y en sus flancos existen sitios arqueológicos. El vulcanismo es al principio andesítico y luego se convierte en intermediario entre la andesita y el basalto, con olivino, plagioclasa y piroxeno.